# Трембиці-Дольні
Трембиці-Дольні (пол. Trębice Dolne) — село в Польщі, у гміні Папротня Седлецького повіту Мазовецького воєводства.
Населення — 50 осіб (2011).
У 1975-1998 роках село належало до Седлецького воєводства.

## Демографія
Демографічна структура станом на 31 березня 2011 року:
|          | Загалом | Допрацездатний вік | Працездатний вік | Постпрацездатний вік |
| -------- | ------- | ------------------ | ---------------- | -------------------- |
| Чоловіки | 26      | 2                  | 18               | 6                    |
| Жінки    | 24      | 9                  | 9                | 6                    |
| Разом    | 50      | 11                 | 27               | 12                   |